# Santa Creu de Castellbò
Santa Creu de Castellbò és un nucli de població del municipi de Montferrer i Castellbò i de l'entitat municipal descentralitzada Vila i Vall de Castellbò, a l'Alt Urgell. El poble de Santa Creu es troba a 'extrem d'un serrat o sortint de la vall. A 1.290 metres d'altitud havia arribat a tenir 20 famílies i 100 habitants el 1857. Des del 1960 al 2019 la població ha davallat dels 36 als 16 habitants.
El poble, força visible des de tot arreu, s'hi pot trobar l'església de Santa Creu, ja citada en l'acta de consagració de la Catedral de la Seu d'Urgell. L'edifici és rectangular, poc característic amb campanar d'espadanya.